# Nino Fortuna Olazábal
Nino Fortuna Olazábal (Avezzano, Abruzos, Italia; 12 de marzo de  1922-Buenos Aires, Argentina; 29 de junio de 2017) fue un actor, adaptador,  productor y directos televisivo y teatral  Italo-argentino de vasta trayectoria.

## Vida militar
Hijo de Elena y Ángel, un socialista en tiempos de ascenso del fascismo. Su padre fue un marqués que devuelve su título de nobleza por fervor político. Gran amigo del jefe del Partido Socialista Italiano, Giacomo Matteotti, cuando éste es asesinado en junio de 1924, después de un valiente discurso en el Congreso contra el Partido Nacional Fascista. Ángel Fortuna debió escapar a los Estados Unidos. Lo logra porque es masón, y lo hace disfrazado de cura.
De niño tiene un altercado con un compañero que lo lleva a ser admitido a un Seminario. Allí conoce a Gaetano Tantalo, un sacerdote jesuita recién ordenado, quien se vuelve su tutor. Gaetano se convirtió en una figura fundamental para Nino, y, más adelante, un aspirante a santo de la iglesia italiana y un héroe para los refugiados judíos de la región.
Hizo su adolescencia en la Real Academia de Aeronáutica. La Guerra mundial lo encuentra con grado de teniente. En 1943, en Roma, participa en el Grupo de Acción Patriótica (GAP), con acciones partisanas comandadas por su antiguo profesor de geometría analítica, que, a su vez, estaba conectado con el obispo  monseñor Giovanni Battista Montini, que después sería el Papa Pablo VI. Un contacto con el embajador argentino Ocampo Jiménez le posibilita irse por fin del país en 1947.

## Carrera
Ya en Argentina funda el Piccolo Teatro Italiano di Buenos Aires, donde, entre 1950 y 1957, monta, y en italiano, infinidad de obras de sus compatriotas. Con el tiempo se anima a presentar piezas en castellano (en el Pequeño Teatro de Buenos Aires, donde ofreció en la noche inaugural  La Mandrágora, de Maquiavelo). En 1962, apremiado por la falta de dinero fue a trabajar a la Fiat. El director de la firma, Oberdan Sallustro, le pidió encargarse de una campaña publicitaria para el Fiat 600, y él eligió un medio todavía nuevo, la televisión. Llamó a su amiga Blackie y le propuso que organizara un programa semanal Festival 62, de una hora, durante un año, con el auspicio exclusivo de Fiat. Al año siguiente, el dueño de la fábrica de autos Issar le pide organizar un programa de TV con el auspicio de su firma.
Asociado a la entidad de la Asociación Argentina de Actores desde 1950 gracias a Alberto Vaccarezza. Figura central de la pantalla chica de los sesenta y setenta, introductor de un género directo y popular, propietario de un instinto único para extraer autoralmente de un texto largo una síntesis liviana y televisiva. Fue el creador del famoso ciclo Teatro como en el teatro, con el que presentó obras de manera televisadas como El sostén de la familia, Los ojos llenos de amor, Las d´enfrente, Amor en setiembre, La carta de mamá, No te pago, Atiendo viudas, El drama, la comedia y la farsa, Grandi Della Mía Terra, y El marido, la mujer y la muerte. Por ese programa pasaron unos dos mil trescientos actores en más de mil obras de teatro que él eligió para ser plasmados en la pantalla chica.
En 1954 decidió fundar la Asociación Italoargentina para tener una sala bien armada. En ese año conoció a Juan Domingo Perón del que se hizo amigo e incluso este último lo visitó cuando estaba por comenzar la función de Cavalleria rusticana.
Trabajó con grandes figuras del espectáculos como Ernesto Bianco, Inda Ledesma, Luis Arata, María Aurelia Bisutti, Lydia Lamaison,  Fernando Siro,  Alicia Bruzzo, Rodolfo Ranni y Darío Vittori, entre  otros. Trabajó en la pantalla chica tanto en la producción como en la adaptación y en la dirección de programas y unitarios tales como El vagabundo y la estrella, Teatro como en el teatro, Los especiales de ATC y La comedia del domingo.
Como actor y en cine trabajó en la película Delito bajo la dirección de Ralph Pappier, y con protagonistas a Claude Marting, Elida Gay Palmer, Homero Cárpena y Luis Tasca.
En teatro dirigió decenas de obras comoDios salve a Escocia, La sarna (o 2 más 2 ya no son 4), Navidad en los Cupiello, Un marido por favor, Paula y los leones, La voz de la tórtola, Filomena Marturano y Natale in casa Cupiello
En 1981 iba a dirigir un especial con libro de Nicola Mazzari, con Mónica Jouvet, Graciela Pal, Carucha Lagorio y Ricardo Bauleo. Dicho proyecto se postergó debido a la repentina y trágica muerte de Mónica.

## Galardones
Además de recibir el Premio Martín Fierro por su programa Teatro como en el teatro, el Premio Cruz de Plata. En 1995 recibió el Premio Podestá a la trayectoria.

## Vida privada
Su primera esposa se llamaba Dari, una muchacha adinerada con quien se casa en Italia. Luego, y ya en Argentina, se casa con la actriz Carucha Lagorio con quien convive por varias décadas hasta el fallecimiento de ésta en 1999, y con quien tuvo un hijo llamado Julio, quien también incursionó como actor junto a Juan Carlos Calabró en la película Gran Valor en la Facultad de Medicina (1981). Murió a sus 95 años debido a complicaciones naturales en su salud el 29 de junio de 2017.

## Teatro
Como director:
- La Mandrágora
- El vagabundo y la estrella
- La mejor de todas
- Extraordinario
- Dios salve a Escocia
- 1978/1980: Amores míos
- 1970: La sarna (02 más 2 ya no son 4)
- 1966: Navidad en los Cupiello. Estrenada en el Teatro Municipal General San Martín.
- 1965: Un marido por favor
- 1965: De pronto, una noche
- 1965: Paula y los leones
- 1962: Atiendo viudas
- 1960: La voz de la tórtola
- 1956: Non ti pago. Estrenada en el Teatro Smart.
- 1954: Filomena Marturano
- 1953: Natale in casa Cupiello. Estrenada en el Teatro Apolo.

## Televisión
- 1992: Teatro como en el teatro (dirección)
- 1982/1983: La comedia del domingo (producción)
- 1982: Un amor sacrificado (producción)
- 1982: Quien sedujo a mi mujer? (producción)
- 1982: Un beso muy peligroso (producción)
- 1980/1981: Los especiales de ATC (producción)
- 1980/1981: Como en el teatro (dirección)
- 1967: A mi me pasan todas (adaptación)
- 1965/1975: Teatro como en el teatro (dirección)
- 1964: El vagabundo y la estrella